# 野村倫子
野村　倫子（のむら ともこ）は、愛知県出身の作曲家、箏曲演奏家である。夫は現代邦楽作曲家水野利彦（水野箏曲学院主宰）。

## 略歴
- 名古屋生まれ。箏曲家・作曲家 父 野村正峰（のむら せいほう）、演奏家の母 野村秀子（のむら ひでこ）に姉野村祐子、野村哲子（のむら さとこ）とともに、師事。幼少より、箏曲、地唄三絃に親しむが、学生時代はドラムに熱中し、ロック、ポップスなどのバンド活動をする中で自由な音楽感性を磨く。
- 1986年　正絃社准師範試験首席登第。西ドイツ、ハイデルベルク大学600周年記念ジャパン・ウィークにて記念演奏。
- 1988年　南山大学経営学部卒業。本格的に箏曲活動を始め、正絃社本部講師となる。
- 1989年　NHK邦楽技能者育成会第34期卒業。ビクターレコード「野村正峰の世界」レコーディング参加。
- 1990年　文化庁滋賀県芸術祭参加。
- 1991年　愛知県芸術祭「邦楽・邦舞」出演。
- 1993年　センチメンタル・シティー・ロマンスのキーボード細井　豊、中国二胡奏者の郁暁光とともに、東風（トンプー）結成。異種楽器との合奏を行う。
- 1994年　「りんこSことライブ」開催
- 2014年　現在正絃社大師範。家元補佐。愛知県立芸術大学日本音楽実習非常勤講師。大阪経済大学芸術会邦楽部顧問。ポップスコンクール（大日本家庭音楽会主催）審査員。
- 2015年４月「温故育新～古きをたずね、新しきを育む2015正絃社創立５０周年記念春の公演」日本特殊産業市民会館ビレッジホール　出演
- 2015年６月２０日　「水野筝曲学院　オリジナルコンサート」東京オペラシティ　リサイタルホールに出演。水野利彦作曲「星合の夜に」「春待ち人」、山本玉山作曲「京里に舞う」、本間貴士作曲「さみだれ」など。
- 2015年７月４日「星合の夜に☆向けて”　Koto ＆ Syakuhachi Concert in Yokohama一期一会～ かき合はせ　すさびまほし ～」横浜情報文化センター６Ｆ　情文ホール出演。
- 2015年8月19.20日　NHK-FM「邦楽のひととき」出演。水野利彦作曲「春待ち人」「夏月（かづき）」大阪NHKスタジオ
- 2018年12月15日「水野筝曲学院　オリジナルコンサート」ザ・フェニックスホールに出演。ゲスト　川村葵山　山本玉山　野村幹人。　「満月の下で」（山本玉山作曲）「サンライズアゲイン」（水野利彦作曲）「ブルームーン」（菊重精峰作曲）「炎のソナチネ」（水野利彦作曲）「棗（なつめ）」（小田　誠作曲）「而今謌」（本間貴士作曲）「月夜祭」（水野利彦作曲）「海の向こうに」（山本玉山作曲）「あすなろ」（水野利彦作曲）「さんずい」（小田　誠作曲）「ことうた～北の大地～」（水野利彦作編曲）
- 2019年4月　2019正絃社春の公演（日本特殊陶業市民会館ビレッジホール）事務局長。　後援　愛知県教育委員会　公益財団法人日本伝統文化振興財団　公益財団法人名古屋市文化振興事業団　公益社団法人日本三曲協会　愛知文化芸術協会
- 2020年10月　俳句de宗次クラシック　秋を彩る筝の音色（宗次ホール）
- 2020年11月　ナゴヤ文化芸術活動緊急支援事業「ナゴヤ・アーティスト・エイド」出演

## 木蓮の会
- 野村倫子を中心に、様々な曲を勉強し、互いに交流し、親睦を深める目的で結成されたグループ。
- 通常のレッスンのほか、おおむね月に一度合奏を行う。
- 木蓮の花言葉「持続性」にふさわしく「継続は力なり」をモットーにしつつ、「楽しみながら」学ぶことに最も力をいれている。
- 別の花言葉でもある「自然の愛」のように、誰にでも優しく接することができる、美しい心の持ち主となれるよう、内面を磨く。
- 2015年７月　男組+野村倫子 箏・尺八ライブコンサート　長久手市文化の家自主事業

## 作品の特徴
主に邦楽の若年層への普及を目標に、日本の最新歌謡曲を邦楽合奏曲または、邦楽以外の楽器との合奏曲に編曲している。

## 作品
- 1993年　結婚記念CD「SERENADE OF LOVE」
- 1995年　邦楽ニューミュージックCD「RINKO」、邦楽ニューアレンジCD「RINKO2」
- 2006年　邦楽ニューアレンジCD「RINKO3」
- 2007年　邦楽ニューアレンジCD「RINKO4」
- 2008年　邦楽ニューアレンジCD「RINKO5」
- 「ビデオで弾ける　お箏入門」
- 「箏曲小曲集」の編曲　正絃社
- 「箏によるポップス集」水野利彦との共同編曲　大日本家庭音楽会
- 箏によるポップス集1 　SAY・YES
- 箏によるポップス集2 　少年時代
- 箏によるポップス集3 　涙のキッス
- 箏によるポップス集4 　君がいるだけで
- 箏によるポップス集5 　晴れたらいいね
- 箏によるポップス集6　 クリスマスイブ
- 箏によるポップス集7 　サボテンの花
- 箏によるポップス集8 　アジアの純真
- 箏によるポップス集9 　島唄
- 箏によるポップス集10　春よ来い
- 箏によるポップス集11　いとしのエリー
- 箏によるポップス集12　もののけ姫
- 箏によるポップス集13　夜空ノムコウ
- 箏によるポップス集14　だんご３兄弟
- 箏によるポップス集15　TSUNAMI
- 箏によるポップス集16　明日があるさ/上を向いて歩こう
- 箏によるポップス集17　いつも何度でも
- 箏によるポップス集18　大きな古時計
- 箏によるポップス集19　地上の星
- 箏によるポップス集20　世界に一つだけの花
- 箏によるポップス集21　さくら（独唱）
- 箏によるポップス集22　涙そうそう
- 箏によるポップス集23　冬のソナタ
- 箏によるポップス集24　ジュピター
- 箏によるポップス集25　Only Human
- 箏によるポップス集26　粉雪
- 箏によるポップス集27　千の風になって